# سیارک ۱۲۸۳۸
سیارک ۱۲۸۳۸ (به انگلیسی: 12838 Adamsmith، نامگذاری:1997EL55) دوازده هزار و هشتصد و سی و هشتمین سیارک کشف شده‌است که در ۹ مارس ۱۹۹۷ کشف شد.
قدر مطلق سیارک برابر ۳۵.۴ است.